# MRNA-4157/V940
mRNA-4157/V940 és una vacuna contra el càncer basada en ARNm encapsulada en nanopartícules de lípids sòlids. Les 34 seqüències d'ARNm de la vacuna mRNA-4157/V940 es van generar mitjançant un algorisme automatitzat integrat amb un flux de treball basat en una seqüenciació paral·lela massiva de teixit generat a partir de pacients amb càncer. Com a teràpia adjuvant, s'ha investigat l'ARNm-4157 en monoteràpia i en combinació amb pembrolizumab en pacients amb tumors sòlids resecats (melanoma, carcinoma de bufeta, HNSCC HPV negatiu, NSCLC, SCLC, MSI-High o càncers TMB High). També es va investigar en pacients amb HNSCC i MSS-CRC.

## Història clínica del desenvolupament
mRNA-4157/V940 va ser desenvolupat inicialment per Moderna a partir del 2017. El maig de 2018, Moderna i MSD (Merck als EUA) van anunciar la col·laboració per al desenvolupament posterior de l'agent d'investigació. El 2019, Moderna i Merck van posar conjuntament l'ARNm-4157/V940 en assaigs clínics en combinació amb el fàrmac d'immunoteràpia contra el càncer de Merck, pembrolizumab, en el melanoma en fase IIIB-IV resecat. El desembre de 2022, Moderna i MSD van anunciar que l'estudi va complir el seu punt final i va demostrar superioritat. El febrer de 2023, la Food and Drug Administration va concedir l'estat d'avanç de mRNA-4157/V940. L'abril de 2023, l'ARNm-4157 en combinació amb pembrolizumab va rebre la designació de Prime Scheme de l'Agència Europea de Medicaments.
A la reunió de l'AACR de 2023, el professor Jeffrey S. Weber, director adjunt del Perlmutter Cancer Center, va presentar el resultat de l'anàlisi principal de l'estudi de fase 2b d'aleatorització oberta 2:1. En el punt d'anàlisi prèviament especificat, quan es van produir 42 esdeveniments de supervivència sense recurrència (RFS) entre 157 participants amb melanoma en fase III C-IV resecat, el 22,4% (24/107) del braç d'ARNm-4157 més pembrolizumab tenia malaltia recurrent i El 40% (20/50) del braç de pembrolizumab tenia malaltia recurrent, la qual cosa va portar a la coneguda dita: mRNA-4157 en combinació amb pembrolizumab va reduir el risc en un 44% en el melanoma resecat quirúrgicament.
El juliol de 2023, MSD i Moderna van iniciar l'estudi de fase III (estudi V940-001) que avaluava l'ARNm-4157 en combinació amb pembrolizumab per al tractament adjuvant de pacients amb melanoma en estadi IIB d'alt risc resecat.
Mentrestant, es registra un estudi de fase III de V940 més Pembrolizumab versus placebo més pembrolizumab com a teràpia adjuvant en pacients amb càncer de pulmó de cèl·lules no petites amb estadi II, IIIA, IIIB (N2) resecat i s'espera que comenci al novembre de 2023. Cal destacar que els pacients han rebut teràpia neoadjuvant prèvia pel seu diagnòstic actual de NSCLC, o han estat tractats amb qualsevol agent dirigit al receptor de cèl·lules T estimulants o coinhibidors (per exemple, PD-1, PD-L1, CTLA-4, et al.) autoritzat a matricular-se a l'estudi.

## Mecanisme d'acció
mRNA-4157/V940 és una vacuna contra el càncer basada en ARNm. Quan s'administra, produirà una de les diverses desenes de possibles proteïnes anormals que es troben habitualment als teixits cancerosos. La producció d'aquestes proteïnes està pensada per invocar una resposta immune. L'ARNm-4157/V940 s'administra als pacients després de seqüenciar els seus tumors i identificar proteïnes anormals. A continuació, el fàrmac es personalitza perquè coincideixi amb el tumor d'un pacient, cosa que el converteix en un exemple de medicina personalitzada.